# Romana Jerković
Pour les articles homonymes, voir Jerković.
Romana Jerković, née le 28 novembre 1964 à Split, est une femme politique croate.

## Biographie
Membre du Parti social-démocrate de Croatie, elle siège au Parlement de Croatie de 2008 à 2015 et à partir de 2016. Avant l'adhésion de la Croatie, elle est observatrice au Parlement européen du 1er avril 2012 au 30 juin 2013. Elle siège au Parlement européen depuis le 1er février 2020.